# リトルコスモス
リトルコスモス（LittleCosmos）は日本の映像集団。
東京に活動拠点をおいて世界中の映画祭や芸術祭に作品を発表している。

## 略歴
イメージフォーラムで映像を学んだメンバーが、2000年に設立。カンヌ国際映画祭等に作品を発表。今なお精力的に活動している。

## 作風
サブリミナル効果を多用した作品が多く、アヴァンギャルドな作風となっている。